# اوهبان (حالمين)

تعديل مصدري - تعديل

اوهبان هي إحدى قرى عزلة حبيل الريدة بمديرية حالمين التابعة لمحافظة لحج، بلغ تعداد سكانها 65 نسمة حسب تعداد اليمن لعام 2004.